# Sopřeč
Sopřeč je obec v okrese Pardubice v Pardubickém kraji. Žije zde 289 obyvatel.

## Historie
První písemná zmínka o obci pochází z roku 1073.

## Obyvatelstvo
| Rok            | 1869 | 1880 | 1890 | 1900 | 1910 | 1921 | 1930 | 1950 | 1961 | 1970 | 1980 | 1991 | 2001 | 2011 | 2021 |
| -------------- | ---- | ---- | ---- | ---- | ---- | ---- | ---- | ---- | ---- | ---- | ---- | ---- | ---- | ---- | ---- |
| Počet obyvatel | 439  | 519  | 502  | 471  | 530  | 517  | 512  | 369  | 377  | 353  | 307  | 271  | 277  | 241  | 284  |
| Počet domů     | 58   | 62   | 64   | 66   | 81   | 92   | 98   | 99   | 95   | 89   | 86   | 100  | 97   | 101  | 102  |

## Obecní správa
V roce 1869 k obci patřily Žáravice.

### Obecní symboly
Znak byl obci udělen rozhodnutím předsedy Poslanecké sněmovny Parlamentu České republiky dne 17. října 1997 a vlajka byla obci udělena rozhodnutím předsedy PSP ČR dne 19. května 1998.